# دايفيد والاس
ديفيد فوستر والاس (بالإنجليزية: David Foster Wallace) (21 فبراير 1962- 12 سبتمبر 2008) مؤلف أمريكي للروايات والقصص القصيرة والمقالات، وكذلك أستاذ جامعي للغة الإنجليزية والكتابة الإبداعية. يُعرف والاس على نطاق واسع بروايته دعابة لا نهائية عام 1996، التي أشارت إليها مجلة تايم باعتبارها واحدة من أفضل 100 رواية باللغة الإنجليزية منذ عام 1923 وحتى عام 2005. تأهلت روايته، الملك الشاحب، بعد وفاته لجائزة بوليتزر للرواية في عام 2012.
وصف ديفيد أولين من صحيفة لوس أنجلوس تايمز والاس بأنه «أحد أكثر الكتاب تأثيرًا وابتكارًا في العشرين سنة الماضية». من بين الكتاب الذين ذكروا تأثير بالاس عليهم ديف إغرز، وزادي سميث، وجوناثان فرانزن، وإليزابيث ورتزل، وجورج سوندرز، وريفكا غالتشن، وجون غرين، وماثيو غالاواي، وديفيد غوردون، ودارين ستراوس، وتشارلز يو، وبوروشيستا خاكبو، وديب أولن آنفر. انتحر والاس في سن 46 بعد أن عانى من الاكتئاب لسنوات عديدة. 

## حياته
ولد دايفيد فوستر والاس في إثاكا، نيويورك، لسالي جان والاس (اسمها قبل الزواج فوستر) وجيمس دونالد والاس، ونشأ في شامبين أوربانا، إلينوي مع أخته الصغرى، إيمي والاس هافينز. منذ كان في الصف الرابع، عاش والاس مع عائلته في أوربانا، والتحق بمدرسة يانكي ريدج الابتدائية ومدرسة أوربانا الثانوية. كان والده أستاذ فلسفة في جامعة إلينوي في أوربانا شامبين. كانت والدته أستاذة لغة إنجليزية في كلية باركلاند، وهي كلية مجتمع في شامبين، حازت تكريمًا لعملها على جائزة «أستاذ العام» في عام 1996.
في فترة المراهقة، كان والاس لاعب تنس صغيرًا مصنفًا إقليميًا، وكتب عن تجربته هذه في مقالة «الرياضة في زقاق تورنادو»، التي نُشرت أصلاً في مجلة هاربر باسم «التنس، حساب المثلثات، الأعاصير». رغم أن والديه ملحدين، حاول والاس مرتين الانضمام إلى الكنيسة الكاثوليكية الرومانية، ولكنه «فشل في فترة التهيئة»؛ حضر لاحقًا الكنيسة المينوناتية.
التحق والاس بكلية أمهرست، المدرسة الأم لوالده، وتخصص في اللغة الإنجليزية والفلسفة وتخرج بتفوق في عام 1985. من بين الأنشطة اللامنهجية الأخرى، شارك في نادي الغناء الجماعي. تتذكر شقيقته أنه «كان يملك صوتًا غنائيًا جميلًا». في أثناء دراسة الفلسفة، كان والاس مهتمًا بمنطق الموجهات والرياضيات، وقدم أطروحة في الفلسفة ومنطق الموجهات مُنحت جائزة غيل كينيدي التذكارية ونشرت بعد وفاتها باسم القدر، والوقت واللغة: مقالة عن حرية الإرادة (2011).
بحلول تخرجه، وبعدما أصبحت أطروحته في اللغة الإنجليزية مخطوطة روايته الأولى، مكنسة النظام (1987)، كان والاس قد التزم بمهنة الكاتب. أخبر دايفيد ليبسكي: «في أثناء كتابة رواية [مكنسة النظام]، شعرت أنني كنت أقدم سبعة وتسعين بالمئة من نفسي، بينما كانت الفلسفة تستهلك خمسين بالمئة فقط مني». حصل والاس على درجة الماجستير في الفنون الجميلة في مجال الكتابة الإبداعية من جامعة أريزونا عام 1987. ثم انتقل إلى ماساتشوستس لإكمال الدراسات العليا في الفلسفة في جامعة هارفارد، لكنه سرعان ما ترك البرنامج.
في أوائل تسعينيات القرن العشرين، كان والاس على علاقة مع الكاتبة ماري كار، التي انفصلت عن زوجها. اتهمت كار لاحقًا والاس بأنه كان مهووسًا بها ووصفت علاقتهما بأنها كانت شديدة التقلب، إذ ألقى والاس في إحدى المرات بطاولة قهوة عليها، وأجبرها في مرة أخرى على الخروج من السيارة، وتركها تعود إلى المنزل وحدها. اشتكت من أن كاتب سيرة والاس -دي. تي. ماكس- لم يبلغ عن إساءته لها. غردت على تويتر حول ما كتبه ماكس عن علاقتهما، «هذا لم يتجاوز 2% من حقيقة ما حدث. حاول شراء مسدس. ركلني. تسلق جانب منزلي في الليل. لحق ابني ذا الخمسة أعوام من المدرسة إلى المنزل. اضطررت إلى تغيير رقم هاتفي مرتين، واستطاع الحصول عليه رغم ذلك. استمرت أفعاله شهورًا وشهورًا».
في عام 2002، التقى والاس بالرسامة كارين إل.غرين، وتزوجها في 27 ديسمبر عام 2004.
عانى والاس من الاكتئاب وإدمان الكحول وإدمان المخدرات والميول الانتحارية، ودخل مستشفى الأمراض النفسية عدة مرات. في عام 1989، أمضى أربعة أسابيع في مستشفى ماكلين—معهد الطب النفسي في بلمونت، ماساتشوستس، التابع لكلية الطب بجامعة هارفارد، حيث أكمل بنجاح برنامجًا للتخلص من سموم المخدرات والكحول. قال فيما بعد إن الوقت الذي قضاه هناك غيّر حياته.
كان والاس يهتم بالكلاب، وتحدث عن فتح ملجأ للكلاب الضالة. وفقًا لصديقه جوناثان فرانزن، «كان يتعاطف مع الكلاب التي تعرضت للإساءة، والتي من غير المحتمل أن تجد مالكين آخرين ليصبروا عليها بما يكفي».

## العمل

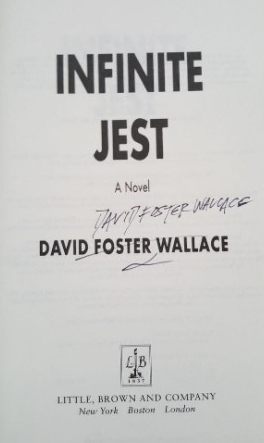
الصفحة الافتتاحية لكتاب ديفيد فوستر والاس لعام 1996 الدعابة اللانهائية

### الحياة المهنية
حظيت رواية مكنسة النظام عام 1987 بالاهتمام الوطني وثناء النقاد. وصفها كارن جيمس في صحيفة نيويورك تايمز، بأنها «جنونية، وإنسانية... ناشئة مباشرة من التقليد المفرط لروايات الامتياز لستانلي إلكين، والخامس لتوماس بينشون، [و] العالم وفقًا لغارب لجون إيرفنج».
بدأ والاس تدريس الأدب كأستاذ مساعد في كلية إيمرسون في بوسطن في عام 1991. في العام التالي، بناء على اقتراح الزميل والداعم ستيفن مور، حصل والاس على منصب في قسم اللغة الإنجليزية في جامعة ولاية إلينوي. بدأ العمل في روايته الثانية، دعابة لا نهائية، في عام 1991، وقدم مسودة إلى محرره في ديسمبر 1993. نُشر الكتاب في عام 1996، بعد أن نُشرت مقتطفات منه طوال عام 1995.
في عام 1997، حصل والاس على زمالة ماك آرثر، وكذلك جائزة الآغا خان للخيال، التي منحها محررو مجلة ذا باريس ريفيو لإحدى القصص في المقابلات الموجزة التي ظهرت في المجلة. في عام 2002، انتقل والاس إلى كلاريمونت، كاليفورنيا، ليصبح أول أستاذ للكتابة الإبداعية بدرجة روي إي. ديزني، وأستاذًا للغة الإنجليزية في كلية بومونا. درّس مقررًا أو مقررين من المقررات الجامعية لكل فصل، وركز على الكتابة.
ألقى والاس خطاب التخرج لصف التخرج لعام 2005 في كلية كينيون. نُشر الخطاب ككتاب، هذا هو الماء، في عام 2009. في مايو عام 2013، استخدِمت أجزاء من الخطاب في مقطع فيديو شائع على الإنترنت، عنوانه أيضًا «هذا هو الماء».
كانت بوني نادل وكيلة والاس الأدبية طوال حياته المهنية. كان مايكل بيتش محرره في دعابة لا نهائية.
في مارس 2009، أعلنت دار نشر ليتل وبراون وشركاؤهم عن نيتها لنشر مسودة رواية غير مكتملة، الملك الشاحب، والتي كان والاس يعمل عليها قبل وفاته. جمع بيتش الرواية من الصفحات والملاحظات التي تركها والاس وراءه. نُشرت عدة مقتطفات في مجلة نيويوركر ومجلات أخرى. نُشرت رواية الملك الشاحب في 15 أبريل 2011، وتلقت تقييمات إيجابية عمومًا. رُشِحت أيضًا لجائزة بوليتزر.
طوال حياته المهنية، نشر والاس قصصًا قصيرة في مجلات مثل النيويوركر، وجي كيو، وهاربر، وبلاي بوي، و ذا باريس ريفيو، وميد أميركان ريفيو، وكنجكشنز، وإسكواير، وأوبن سيتي، وبويرتو دل سول، وتيموثي مكسويني كورتيلي كونسرن.

## التعليم
تعلم في جامعة أريزونا، وكلية أمهرست.

## جوائز
حصل على جوائز منها:
- زمالة ماك آرثر.

## وصلات خارجية
- دايفيد والاس على موقع IMDb (الإنجليزية)
- دايفيد والاس على موقع الموسوعة البريطانية (الإنجليزية)
- دايفيد والاس على موقع مونزينجر (الألمانية)
- دايفيد والاس على موقع ألو سيني (الفرنسية)
- دايفيد والاس على موقع ميوزك برينز (الإنجليزية)
- دايفيد والاس على موقع أول موفي (الإنجليزية)
- دايفيد والاس على موقع إن إن دي بي (الإنجليزية)
- دايفيد والاس على موقع ديسكوغز (الإنجليزية)
- دايفيد والاس على موقع قاعدة بيانات الفيلم (الإنجليزية)
- دايفيد والاس على موقع كينوبويسك (الروسية)